# 65 Cybele
65 Cybele (in italiano 65 Cibele) è uno dei più grandi asteroidi della Fascia principale. È il più grande rappresentante della famiglia di asteroidi Cybele. Essendo un asteroide di tipo C ha una superficie scura e una composizione carboniosa.
Cybele fu scoperto l'8 marzo 1861 da Ernst Wilhelm Tempel all'Osservatorio di Marsiglia (Francia). All'inizio, l'astronomo lo battezzò Maximiliana, forse in onore di Massimiliano II, re di Baviera (1848 - 1864). La scelta di questo nome fu aspramente criticata dagli astronomi tedeschi e inglesi, in particolare John Herschel e George Airy, poiché non seguitava l'uso tradizionale delle figure mitologiche per le denominazioni dei pianetini. Per questo, l'asteroide venne ufficialmente chiamato Cybele, in onore di Cibele, dea della terra di alcune antiche popolazioni dell'Asia Minore.
La prima occultazione stellare di Cybele è stata osservata il 17 ottobre 1979 in Unione Sovietica (a Ura-Tyube, nell'attuale Tagikistan). Fu ricavato un diametro di 230 km, molto vicino alla misura di 237 km determinata dal satellite IRAS.
Durante la stessa occultazione, furono individuati indizi di un possibile satellite di Cybele, largo 11 km e orbitante a 900 km di distanza.